# Kanton Saint-Avold
Der Kanton Saint-Avold ist seit 2015 ein französischer Wahlkreis im Arrondissement Forbach-Boulay-Moselle, im Département Moselle und in der Region Grand Est (bis Ende 2015 Lothringen); sein Hauptort ist Saint-Avold.

## Geschichte
Der Kanton entstand bei der Neueinteilung der französischen Kantone im Jahr 2015. Seine 10 Gemeinden kommen aus den ehemaligen Kantonen Saint-Avold-1 (alle 5 Gemeinden) und Saint-Avold-2 (alle Gemeinden außer Hombourg-Haut).

## Lage
Der Kanton liegt in der Nordhälfte des Départements Moselle an der Grenze zu Deutschland.

## Gemeinden
Der Kanton besteht aus zehn Gemeinden mit insgesamt 37.962 Einwohnern (Stand: 1. Januar 2022) auf einer Gesamtfläche von 109,41 km²:
| Gemeinde           | Mundart Patois                  | Deutsch               | Einwohner (2022) | Fläche (km²) | Code postal | Code Insee |
| ------------------ | ------------------------------- | --------------------- | ---------------- | ------------ | ----------- | ---------- |
| Altviller          | Òltwilla                        | Altweiler             | 531              | 4,85         | 57730       | 57015      |
| Carling            | Karlinge                        | Karlingen             | 3.332            | 2,67         | 57490       | 57123      |
| Diesen             | Diesen                          | Diesen                | 1.029            | 5,47         | 57890       | 57765      |
| Folschviller       | Folschwiller                    | Folschweiler          | 3.937            | 9,46         | 57730       | 57224      |
| L’Hôpital          | Spitel                          | Spittel in Lothringen | 5.179            | 3,99         | 57490       | 57336      |
| Lachambre          | Kammern                         | Kammern               | 913              | 7,86         | 57730       | 57373      |
| Macheren           | Machern                         | Machern               | 2.827            | 16,95        | 57730       | 57428      |
| Porcelette         | Porzelett                       | Porzelet              | 2.435            | 13,44        | 57890       | 57550      |
| Saint-Avold        | Sänt Avor/Sant Avoar/Sänt Avuur | Sankt Avold           | 14.828           | 35,48        | 57500       | 57606      |
| Valmont            | Walmen                          | Walmen                | 2.951            | 9,24         | 57730       | 57690      |
| Kanton Saint-Avold | Sänt Avor/Sant Avoar/Sänt Avuur | Sankt Avold           | 37.962           | 109,41       | -           | -          |

## Politik
Im 1. Wahlgang am 22. März 2015 erreichte keines der sechs Kandidatenpaare die absolute Mehrheit. Bei der Stichwahl am 29. März 2015 gewann das Gespann Patricia Boeglen (DVD)/André Wojciechowski (UDI) gegen Gérard Chatelain/Nathalie Pigeot (beide FN) mit einem Stimmenanteil von 57,84 % (Wahlbeteiligung:46,66 %).
| Vertreter im conseil général des Départements | Vertreter im conseil général des Départements | Vertreter im conseil général des Départements |
| Amtszeit                                      | Name                                          | Partei                                        |
| --------------------------------------------- | --------------------------------------------- | --------------------------------------------- |
| 2015–                                         | Patricia Boeglen André Wojciechowski          | DVD UDI                                       |